# Skokie
Skokie es una localidad ubicada en el condado de Cook en el estado estadounidense de Illinois. En el Censo de 2010 tenía una población de 64784 habitantes y una densidad poblacional de 2.485,66 personas por km².

## Geografía
Skokie se encuentra ubicada en las coordenadas 42°2′10″N 87°44′24″O / 42.03611, -87.74000. Según la Oficina del Censo de los Estados Unidos, Skokie tiene una superficie total de 26.06 km², de la cual 26.06 km² corresponden a tierra firme y (0%) 0 km² es agua.

## Demografía
Según el censo de 2010, había 64784 personas residiendo en Skokie. La densidad de población era de 2.485,66 hab./km². De los 64784 habitantes, Skokie estaba compuesto por el 60.27% blancos, el 7.26% eran afroamericanos, el 0.19% eran amerindios, el 25.54% eran asiáticos, el 0.02% eran isleños del Pacífico, el 3.08% eran de otras razas y el 3.65% pertenecían a dos o más razas. Del total de la población el 8.84% eran hispanos o latinos de cualquier raza.

## Educación
La villa tiene el Skokie campus del Oakton Community College.
La Escuela Preparatoria del Municipio de Evanston (Evanston Township High School) en Evanston sirve una parte pequeña de la villa.